# Agrochola lota
Agrochola lota é uma espécie de insetos lepidópteros, mais especificamente de traças, pertencente à família Noctuidae.
A autoridade científica da espécie é Clerck, tendo sido descrita no ano de 1759.
Trata-se de uma espécie presente no território português.